# سلول فتوالکتروشیمیایی
سلول فتوالکتروشیمیایی (به انگلیسی: Photoelectrochemical cell) یا PEC گونه‌ای سلول خورشیدی است که از طیف نور شامل نور مرئی، انرژی الکتریکی تولید می‌کند. این دسته سلول‌ها علاوه بر تولید انرژی، برای الکترولیز آب نیز به‌کار برده می‌شوند. تیتانیم دی‌اکسید (TiO
2) ماده اصلی مورد کاربرد در این سلول‌ها می‌باشد.

## ساختار سلول
تبدیل انرژی نور به الکتریسیته بوسیله دو الکترود (آند و کاتد) انجام می‌شود. سه نوع چیدمان برای ساختار این سلول‌ها وجود دارد:
- فتوآند نیمه‌رسانای نوع n و کاتد فلزی
- فتوآند نیمه‌رسانای نوع n و فوتوکاتد نیمه‌رسانای نوع p
- آند فلزی و فوتوکاتد نیمه‌رسانای نوع p